# Aleksandra Kornhauser Frazer
Pour les articles homonymes, voir Frazer.
Aleksandra Kornhauser Frazer, née le 26 septembre 1926 et décédée le 17 mai 2020, est une chimiste slovène. Elle occupe le poste de professeur de chimie à la faculté des sciences naturelles et de l'ingénierie et dirige le Centre international d'études chimiques de l'université de Ljubljana, en Slovénie.
Son influence est significative dans les secteurs de l'éducation et de la chimie. Elle est l'auteure d'une série de livres pour enfants nommée The mind is better than velvet, qui explore divers thèmes des sciences naturelles, en plus de rédiger des manuels scolaires spécialisés en chimie.
Elle joue également un rôle actif au sein de plusieurs organisations tant au niveau national qu'international. Elle assume de multiples responsabilités clés dans des institutions comme le Programme des Nations unies pour le développement, l'UNESCO, l'Organisation internationale du travail, la Banque mondiale, et l'Agence américaine pour la protection de l'environnement.
Elle est distinguée par plusieurs récompenses internationales, y compris le prestigieux prix de la Fondation Honda pour ses travaux sur les technologies propres et la protection environnementale. Elle est la seule femme et la seule Slovène à recevoir ce prix, décerné annuellement à une personne.

## Biographie
Aleksandra Caleari, de son nom de naissance, naît en 1926 à Virmaše près de Škofja Loka, est la fille d'Humbert Caleari, propriétaire de Jelovica, une entreprise locale de menuiserie,,. La fortune familiale s'effondre après la faillite de l'entreprise paternelle lors de la Grande Dépression en 1929, les plongeant dans la pauvreté du jour au lendemain. Contraints de résider chez la famille élargie maternelle, à Karlovac chez les Sulck. Le décès du père détériore encore plus leur condition, sans aucune source de revenu de pension, obligeant ainsi sa mère à prendre en charge seule les besoins de la famille,.
Durant son enfance, elle porte le surnom de « Sulčkova Adi » et cherche à se faire un peu d'argent en commercialisant de petites bouteilles de petit-lait,.
Aleksandra Kornhauser Frazer commence ses études dans une école primaire dirigée par des religieuses à Škofja Loka, puis poursuit au gymnase de Polje à Ljubljana, où Angela Piskernik, une pionnière slovène en sciences, l'inspire à s'intéresser à la science.

### Membre de la Résistance
Pendant la guerre en 1942, avec l'interruption des cours, sa famille commence à collaborer avec les partisans yougoslaves, et elle s'engage dans un mouvement de jeunesse à Škofja Loka pour contribuer à la résistance en aidant à fournir des vêtements, de la nourriture, et des médicaments aux partisans. L'hiver 1943-1944 est marqué par la trahison d'une partisane capturée qui révèle les noms de membres de la Résistance, conduisant à l'arrestation et à l'exécution de nombreux résistants par les Allemands.
Après ces événements, Aleksandra Kornhauser Frazer s'enfuit en Autriche pour échapper à la Gestapo, mais elle est capturée et envoyée dans un camp de travail près de l'usine Steyr-Daimler-Puch. Malgré les bombardements réguliers par les Américains sur l'usine où elle est forcée de travailler, elle réussit à s'échapper à la fin de 1944 avec l'aide d'un ami allemand qui était en relation avec les rebelles à l'extérieur du camp. Elle retourne à Jesenice en Tchéquie en train de marchandises et atteint la sécurité dans les collines de Škofjelo en janvier 1945.

### Etudes et carrière

#### Enseignante
Pour combler le manque d'enseignants après la guerre, le gouvernement lance des cours intensifs destinés à ceux ayant déjà une bonne base éducative. Aleksandra Kornhauser Frazer, formée par ce programme, commence à enseigner à Dob où elle reçoit un accueil chaleureux de la part des habitants. Toutefois, son expérience est moins positive à Kamnik, où les gens, mécontents des pertes subies avec les changements politiques, lui réservent un accueil froid.
Insatisfaite à l'école de Kamnik, Aleksandra Kornhauser Frazer choisit de poursuivre des études en chimie tout en travaillant. Son admission est initialement retardée, car elle n'avait pas passé son baccalauréat à cause de la guerre, un prérequis pour ses études. Cependant, après avoir réussi cet examen à l'automne 1948, elle commence ses cours. Son apprentissage est principalement autodidacte à travers la lecture, car elle doit travailler pour soutenir sa grande famille sans revenus. Son emploi du temps est chargé : elle enseigne le matin aux ouvriers de l'usine Titan à Kamnik, ensuite à l'école primaire, l'après-midi elle prend le train pour Ljubljana pour assister à des cours et des séances de révision, et le soir, elle enseigne à l'école d'officiers.

#### Chimiste
Aleksandra Kornhauser Frazer commence sa carrière académique et professionnelle par l'obtention de son diplôme de chimie en 1963 à la faculté des sciences naturelles et de la technologie de Ljubljana, tout en travaillant. Elle décroche un doctorat dans la même institution en 1965. Immédiatement après, elle intègre le groupe de recherche dirigé par le professeur Marija Perpar, qui entretient une collaboration étroite avec l'industrie pharmaceutique. Ce groupe est reconnu pour encourager les jeunes chercheurs à se perfectionner à l'étranger, lui ouvrant la voie vers une carrière internationale. Elle poursuit des études supérieures en Suisse et en Angleterre et bénéficie d'une bourse Fulbright pour aller aux États-Unis.
De 1954 à 1980, sa carrière se concentre sur des recherches approfondies concernant les alcaloïdes et les antibiotiques, travaillant pour diverses entreprises pharmaceutiques. Cette période est marquée par des contributions significatives au domaine de la chimie pharmaceutique. Elle écrit 30 ouvrages techniques, principalement en langues étrangères, et 20 manuels scolaires dans les domaines de la chimie et de l'informatique chimique. Elle publie également plusieurs centaines d'articles scientifiques et professionnels dans des revues nationales et internationales et participe en tant que membre aux comités éditoriaux internationaux de revues à comité de lecture.
À travers les compétitions « Science for Youth », elle éveille l'intérêt de nombreux jeunes pour les sciences. Sa mission de rendre la science accessible aux jeunes, à travers la série «Smarts are better than velvet » destinée aux enfants d'âge préscolaire et agrémentée des illustrations de Boz Kos.

#### Professeure de chimie organique
Dans les années 1960, Aleksandra Kornhauser Frazer se perfectionne en Suisse, au Royaume-Uni et aux États-Unis. Enseignant la chimie organique à la faculté d'éducation de Ljubljana de 1965 à 1969, elle en devient la doyenne de 1966 à 1969. Elle est ensuite promue professeur associé de chimie à la faculté des sciences et technologies en 1969 et professeure titulaire en 1976, dirigeant le programme d'enseignement de la chimie dès 1971 et celui d'informatique chimique en 1982. Plus tard, elle est également nommée doyenne de la Jožef Štefan International Graduate School.
Elle reste professionnellement active jusqu'à l'âge de 90 ans, moment où elle achève son mandat en tant que doyenne de l'École internationale supérieure Jožef Stefan. Vers la fin de sa carrière, elle se consacre particulièrement à encourager l'adoption de technologies propres.

#### Conférencière universitaire
Passé 1980, elle intègre ses recherches en chimie à ses activités de conférencière et assume un rôle de chercheuse auprès d'organisations internationales, incluant l'Union Européenne, le Programme des Nations Unies pour le développement, l'UNESCO, l'Organisation Internationale du Travail et l'Environmental Protection Agency des États-Unis.
Après un mandat politique de trois ans, elle fait son retour dans le secteur universitaire. Au-delà de son pays natal, elle travaille avec des universités en Suisse, au Royaume-Uni, et aux États-Unis, et organise plus de 60 séminaires et ateliers internationaux dans son pays. Aleksandra Kornhauser Frazer est membre du Conseil des Nations unies, de l'Académie mondiale des arts et des sciences.
En 1988, elle rejoint les 100 membres fondateurs de l'Académie européenne et devient membre de son Conseil en 1989. En 1992, sur l'initiative d'Abdus Salam, elle est élue membre de l'Académie mondiale des sciences (TWAS, anciennement Académie des sciences du tiers monde), située à Trieste.

### Engagements politiques et culturelles
Au cours des années 1970, tout en poursuivant sa carrière universitaire, Aleksandra Kornhauser Frazer s'engage activement en politique.
Dès 1965, elle devient députée et vice-présidente de la Chambre laïque et culturelle de l'Assemblée.
En 1970, elle participe à l'élaboration de réformes éducatives en tant   vice-présidente du Conseil exécutif de l'Assemblée du SRS, sous la direction de  Stane Kavčič, prenant en charge les domaines de la santé, de la culture, de la science, et de l'éducation, supervisant ainsi les secteurs non économiques. À la suite de la démission de ce dernier en 1972, elle continue sous le gouvernement d'Andrej Marinac, avec les éloges de son prédécesseur.
En 1973, elle retourne à l'université où, avec l'arrivée des premiers ordinateurs, elle commence à fusionner chimie et informatique, développant des méthodes informatiques pour la recherche et l'enseignement de la chimie.
Entre 1974 et 1980, elle préside la Communauté de recherche slovène et assume de nombreux rôles dans des organisations nationales et internationales.
De 1979 à 1990, elle dirige le Comité yougoslave pour la science à l'UNESCO.
Dès 1981, dans le cadre de son rôle de directrice du Centre international d'études chimiques de l'UNESCO, son engagement international durant les années 1980 et 1990 se manifeste par l'organisation de près de 100 réunions et conférences internationales. Ces événements, placés sous l'égide de cette agence des Nations unies, couvrent de nombreux projets en Europe, Afrique et Asie, axés sur l'enseignement de la chimie, la protection de l'environnement et le développement durable.

### Vie privée
Aleksandra Kornhauser Frazer rencontre son premier mari, Pavle Kornhauser, à Crikvenica quand elle voit la mer pour la première fois à l'âge de 22 ans, grâce au syndicat. Celui-ci est étudiant en médecine et en musique à Zagreb et devient un pédiatre de renom, créant la première unité de soins intensifs pour enfants en Yougoslavie, à Ljubljana. Ensemble, ils ont une fille, Lilijana Kornhauser Cerar. Leur relation se détériore progressivement, menant à une séparation amiable après 40 ans.
Elle se marie ensuite avec Malcolm Frazer, un éminent chimiste britannique qui a occupé des postes prestigieux, notamment celui de professeur d'éducation chimique à l'Université d'East Anglia et de directeur général du Council for National Academic Awards (en). Ensemble, ils collaborant étroitement sur divers projets, y compris la coécriture de livres et la conduite de projets internationaux. Le couple vit plus de vingt ans à Oxford avant de s'établir en Slovénie ou elle y décède 17 mai 2020 à l'âge de 93 ans. Elle conserve les deux noms de famille de ses maris.
Elle est connue dans sa ville d'origine, Škofja Loka, sous le surnom affectueux de Sulčkova Adi iz Karluca.

## Prix
- 1978 : Prix Žagar, la plus haute distinction nationale dans le domaine de l'éducation, reconnaissant ses contributions significatives à l'enseignement et à l'éducation en Slovénie[5].
- 1981 : Médaille David Mellor d'Australie, soulignant ses réalisations dans le domaine de la chimie[5].
- 1987 : Médaille Laurent Lavoisier de Paris, pour ses contributions à la science chimique[5],[4].
- 1990 : Prix commémoratif Robert Brasted des États-Unis, reconnaissant son influence dans le domaine de la chimie éducative[5].
- 1991 : Nommée Ambassadrice des sciences de la République de Slovénie, un titre qui souligne son rôle dans la promotion de la science slovène à l'international[5].
- 1994 : Citoyenne d'honneur de la municipalité de Škofja Loka, pour ses réalisations tant au niveau national qu'international dans le domaine professionnel et médical[5].
- 1999 : Prix Honda du Japon, décerné pour l'apport au développement de technologies propres et à la protection environnementale grâce à des méthodes multidisciplinaires[4],[5].
- 2000 : Médaille d'argent de la liberté de Slovénie, récompensant une importante contribution à la renommée internationale du pays et à l'avancement de la chimie, à travers l'enseignement, l'organisation et la recherche[5].
- 2001 : Citoyenne d'honneur de la ville de Ljubljana, reconnaissant son impact durable sur la communauté scientifique et éducative de la ville[5].

## Publications
- (sl) Organska kemija I  (ill. Igor Cerar), Državna založba, 1989, 154 p.
- (sl) Organska kemija I  (ill. Igor Cerar), Državna založba, 1989, 154 p.
- (sl) Organska kemija III  (ill. Igor Cerar), DZS, 1998, 135 p. (ISBN 9788634116830)
- (en) University-industry cooperation : a synthesis of approaches worldwide with special consideration of activities in chemistry and related disciplines, UNESCO-ICCS, International Centre for Chemical Studies, 1999, 85 p. (ISBN 9788681449103)
- (en) Knowledge and wealth creation et Malcolm John Frazer, Knowledge and wealth creation : Sourcebook on innovative capacity building at universities selected examples in Europe, Aleksandra Kornhauser, Igor Cerar, Irena Sajovic, Malcolm John Frazer, 2005, 271 p. (ISBN 9788681449158)
- (en) Ethics and Social Responsibility in Science Education : Science and Technology Education and Future Human Needs, Elsevier Science, 2014, 274 p. (ISBN 9781483160573)
- (sl) Poti in srečanja, Modrijan, 2018, 416 p. (ISBN 9789612870980)

Collection The mind is better than the velvet :
- (sl) Odpri oči in napni možgane : [5-11 let]  (ill. Jože. Trobec), Ljubljana, Mladinska knjiga, coll. « Zbirka Pamet je boljša kot žamet : poskusi za zabavo in bistro glavo » (no 1), 2007 (ISBN 9788611178035, OCLC 449201069)
- (sl) Voda - čudežna tekočina : [5-11 let]  (ill. Jože. Trobec), Ljubljana, Mladinska knjiga, coll. « Zbirka Pamet je boljša kot žamet : poskusi za zabavo in bistro glavo » (no 2), 2007 (ISBN 9788611178936, OCLC 449234422)
- (sl) Odpri oči in napni možgane : [5-11 let]  (ill. Jože. Trobec), Ljubljana, Mladinska knjiga, coll. « Zbirka Pamet je boljša kot žamet : poskusi za zabavo in bistro glavo » (no 3), 2007 (ISBN 9788611178943, OCLC 449234424)
- (sl) Pisani svet : [5-11 let]  (ill. Jože. Trobec), Ljubljana, Mladinska knjiga, coll. « Pametna kuharica : [5-11 let] » (no 4), 2007 (ISBN 9788611178950, OCLC 449252559)
- (sl) Pametna kuharica : [5-11 let]  (ill. Jože. Trobec), Ljubljana, Mladinska knjiga, coll. « Pametna kuharica : [5-11 let] » (no 6), 2007 (ISBN 9788611178974, OCLC 449257431)
- (sl) Vesela druščina pri umivanju : [5-11 let]  (ill. Jože. Trobec), Ljubljana, Mladinska knjiga, coll. « Pametna kuharica : [5-11 let] », 2007 (ISBN 978-86-11-17896-7, OCLC 232656640)